# Arnomyia immaculipennis
Arnomyia immaculipennis är en tvåvingeart som beskrevs av Malloch 1933. Arnomyia immaculipennis ingår i släktet Arnomyia och familjen lövflugor. Inga underarter finns listade i Catalogue of Life.